# Потёмкин, Пётр Иванович
Пётр Ива́нович Потёмкин (1617—1700) — государственный и военный деятель, дипломат Русского государства XVII века. Имел чины стряпчего, стольника, думного дворянина и окольничего. В молодости командовал войсковыми отрядами в войнах с Польшей и Швецией. 
В последующие годы возглавлял несколько крупных посольств в страны Западной Европы. В 1667—1668 годах он побывал в Испании (это было первое русское посольство туда после разделения империи Габсбургов в XVI веке) и Франции, имел аудиенции соответственно у Карла II и Людовика XIV. В 1674 году в Вене вёл переговоры с императором Священной Римской империи Леопольдом. В 1680 году снова посетил Испанию и Францию, а также Англию.
Представитель дворянского рода Потёмкиных, дальний родственник светлейшего князя Григория Потёмкина.

## Биография
Пётр Иванович Потёмкин был вторым сыном дворянина московского Ивана Гавриловича Потёмкина. Старший брат — стольник и воевода Фёдор Иванович Потёмкин (? — 1695).
Дед Петра Ивановича, Гавриил Фёдорович, погиб в 1591 году во время похода крымского хана на Москву, в авангардном бою на реке Пахре. Отец служил по московскому списку и в 1637/1638 году был полковым воеводой на южных окраинах Московского государства.
Первые упоминания о службе самого Петра Ивановича относятся к 1643 году, когда он «третей год» служил в жильцах и имел небольшие поместья в Вологодском уезде. При этом в поданной им сказке указан возраст 20 лет, что противоречит сведениям о его рождении в 1617 году; впрочем, во многих сказках служилых людей возраст указывался неточно. В 1647 году он упомянут среди стряпчих, а в 1653/1654 пожалован в стольники.
В чине стольника участвовал в войне с Польшей и со Швецией. В 1655 году участвовал в походе на Волынь и в Малую Польшу. Отряд, которым он командовал совместно с полковником фон Визином и Даниилом Выговским, после короткой осады взял польский Люблин и некоторые другие города. Затем Потёмкин был направлен с отрядом численностью до 2 тыс. человек в Ингерманландию с целью захватить принадлежавший тогда Швеции Орешек (Нотебург). В июне Потёмкин блокировал Орешек, захватил Ниен и отправил малые отряды для действий в Корельском и Ямском уездах. В июле совершил успешный рейд на остров Котлин, однако затем в регионе появились превосходящие силы шведов, подкреплений же для отряда Потёмкина не нашлось. В ноябре, получив указ о снятии осады, покинул окрестности Орешка, уведя с собой местное православное население, которое затем было расселено на новгородских землях.
После отзыва в Москву Потёмкин дважды исполнял придворные обязанности стольника на торжественных мероприятиях. Первый раз это было в 1658 году, на пиру в честь кахетинского царя Теймураза, который приехал в Москву просить о помощи против изгнавшего его из Грузии персидского шаха Аббаса II; второй раз — в 1660-м для внука Теймураза, Николая Давыдовича. В 1664 году снова принял участие в войне с Польшей, однако без самостоятельного командования.

### Посольство в Испанию и Францию (1667—1668)
В 1667—1668 годах Потёмкин с дьяком Семёном Румянцевым возглавлял посольство в габсбургскую Испанию и во Францию — одно из посольств, организованных в этот период А. Л. Ординым-Нащокиным с целью установления торговых отношений и поиска союзников против Турции. Первые дипломатические миссии в Испанию были направлены ещё при Василии III, но в то время Испания интересовала Москву лишь как тогдашнее местопребывание императорского двора. К середине XVII века и эти контакты были практически забыты. Отправляя дипломатов в путь, царь Алексей Михайлович дал Потёмкину временный титул наместника Боровского. Посольство, состоявшее из 59 человек, выехало из Архангельска на голландском торговом корабле, гружённом осетровой икрой из Астрахани. В декабре 1667 года, пережив сильные штормы и чуть не попавшись пиратам, оно высадилось в Кадисе и около месяца провело в Эль-Пуэрто-де-Санта-Мария, откуда через Севилью направилось в Мадрид, где было встречено толпами любопытных. В королевском дворце его приняли малолетний король Карл II и королева-мать Марианна. Из-за долгого улаживания многочисленных формальностей, а также в связи с шедшей между Испанией и Францией войной пребывание посольства в Мадриде затянулось до июня. Несмотря на внешне успешный итог (стороны обменялись богатыми подарками, согласовали ответную грамоту с выражениями дружбы и обещанием ответного посольства), реальный успех миссии был очень ограниченным, так как Испания находилась в тяжёлом финансовом положении, вела изнурительную борьбу с Францией и не могла позволить себе поддерживать внешнеполитические инициативы России. 
В статейном списке, написанном Потёмкиным по результатам миссии, собрано немало сведений об Испании и её колониальных владениях: особенности географии, экономики, религии, краткий обзор истории и подробный — текущей политики. В описании сельского хозяйства упоминается «индейская пшеница» с толстым стеблем и тремя-четырьмя «колосами» — вероятно, это первое в русских источниках упоминание о кукурузе. Отмечается богатство городов, церквей и монастырей при сравнительном запустении деревни, что могло быть показателем кризисных явлений в испанской экономике. Самих испанцев Пётр Иванович характеризовал так:

Платье носят чорное, строеньем особым при иных землях. Они ж носят при себе по две шпаги: одна мерна добре, а другая короткая, и тое шпагу короткую скрыто носят. Во нравех своеобычны, высоки. Большая часть их ездят в коретах. Неупьянчивы: хмельного питья пьют мало, и едят по малу ж. В Ышпанской земле будучи, посланники и все посольские люди в шесть месяцов не видали пьяных людей, чтоб по улицам валялись, или идучи по улицам, напився пьяны, кричали. Домостройные люди, наипаче всего домашний покой любят. В ыные земли для купечества мало ездят, потому что изо всех земель привозят к ним товары всякие... — Статейный список посольства, лл. 212—213
Из Испании посольство направилось во Францию. В Градиньяне (пригороде Бордо) его встретил королевский эмиссар Катё, или Като (Catheux), сопровождавший его на всём дальнейшем пути по французским землям и оставивший дневник со множеством подробностей. В частности, он отмечает неукоснительное соблюдение русскими религиозных обрядов и постных дней, тщательное отстаивание Потёмкиным церемониальных тонкостей и нежелание давать оценки виденному, «чтобы его не заподозрили в лести», а также внутренние конфликты в посольстве. Между аудиенциями у Людовика XIV дипломатам показывали дворцовые помещения, королевские парки и другие достопримечательности Парижа и окрестностей, гобеленовую мануфактуру; также они посмотрели два театральных представления — Демаре и Мольера («Амфитрион»). Катё сообщает и ряд курьёзных случаев: так, при въезде в Париж Потёмкин выразил разочарование немногочисленностью встречающих жителей, а за прощальным обедом забрал у маршала Бельфона шляпу и надел ему свою меховую шапку, назвав это символом дружественных отношений двух стран. 3 октября посольство отплыло из Кале в Амстердам.
В ходе второй части миссии французской стороной был составлен проект торгового договора между Россией и Францией. Кроме того, послы приняли делегацию парижского купечества, которое хотело знать, какие товары можно покупать в России и в какой порт для этого плавать. Торговый договор в итоге заключён не был, но в 1669 году генеральный контролёр финансов Кольбер, считавший перспективной идею союза с Россией, создал во Франции Северную (или Русскую) торговую компанию, проработавшую около 15 лет.

### Дальнейшая деятельность
Летом 1674 года П. И. Потёмкин отправился в своё второе посольство — в Вену к императору Леопольду. Официальным поводом была женитьба императора на принцессе Клавдии Фелиците, а реальной задачей — выяснение, собирается ли тот оказать помощь польскому королю Яну Собескому против Турции. Также следовало внушить Леопольду подозрения в адрес короля Яна, убедив его, что на самом деле король собирается заключить с турками мир и навести их на земли империи. В Вене русское посольство получило от императорского правительства неожиданное предложение об оборонительном союзе против шведов (правда, не возымевшее последствий): австрийцы опасались вступления Швеции в Голландскую войну на стороне Франции и в этом случае предполагали направить русские войска на Шведскую Ливонию. 
Вернувшись в Москву в марте следующего года, Потёмкин сдал в казну императорские подарки, получив взамен 634 рубля 25 алтын деньгами и соболями. В это же время умерла его жена. Сведения о его посольстве в Данию, в ходе которого он якобы добился «лежачего» приёма у больного короля на специально поставленной кровати, новейшими исследованиями не подтверждаются.
Во время похорон царя Алексея Михайловича 30 января 1676 года П. И. Потёмкин нёс тело государя из дворца в Архангельский собор. В том же году вместе с братом Фёдором Ивановичем был послан в Мстиславль на переговоры по уточнению границы с Речью Посполитой, оставшиеся без существенного результата.
В 1680 году вновь возглавил посольство, на этот раз во Францию, Испанию и Англию, получив для этого титул наместника Углицкого; помогал ему дьяк Степан Волков. Переговоры в Париже с министром иностранных дел Кольбером де Круасси, в которых участвовал в качестве переводчика и комиссара французского Правительства Лаврентий Рингубер, о транзитной торговле с Персией не принесли видимых результатов. Визит в Испанию, вероятно, имел целью лишь выяснить текущие внешнеполитические возможности этой страны, которые были признаны слабыми; между тем испанский придворный живописец Хуан Карреньо де Миранда написал портрет Потёмкина, ныне хранящийся в музее Прадо. В Англии дипломаты находились с ноября 1681 по февраль 1682 года, были приняты Карлом II Стюартом. Как и ранее, Потёмкин интересовался достопримечательностями, посетил театральное представление, а художник Готфрид Кнеллер написал его поясной портрет. Однако за время путешествия в Москве умер царь Фёдор и произошёл стрелецкий бунт; глава Посольского приказа Ларион Иванов был убит восставшими и заменён князем В. В. Голицыным. В результате политического поворота вернувшиеся дипломаты оказались перед судом за нарушения полученного наказа, срыв торгового соглашения с Францией и неудачу в поиске за границей докторов. Ничем определённым суд не закончился, но Потёмкин в дипломатические миссии больше не отправлялся. 
Несмотря на немилость Василия Голицына, в 1684 году Пётр Иванович был пожалован в думные дворяне. В мае 1689 года, во время отлучки правительницы Софьи и царя Ивана в монастырь на молебен, оставлен на царском дворе в числе девяти думных чинов. С 14 октября того же года по март 1690-го второй судья Владимирского судного приказа. В ходе земельной тяжбы в 1691 году за него ходатайствовали патриарх Адриан, дядя царя Л. К. Нарышкин и князь И. Б. Троекуров. В июне 1692 года он получил чин окольничего и в следующие пять лет исполнял придворную службу в Москве.
В октябре 1697 года, во время русско-турецкой войны, Потёмкин был назначен воеводой в Ново-Богородицкую крепость, незадолго до того построенную на территории Запорожской Сечи. Этой крепостью он управлял до своей смерти в июне или июле 1700 года; в 1699 году гетман Мазепа жаловался царю Петру на его вмешательство в казачьи дела. Несмотря на долгую службу, к моменту смерти Пётр Потёмкин обладал лишь средним по тем временам земельным состоянием: ему принадлежали 96 крестьянских дворов в разных уездах.

## Потомство
Единственный сын — Степан Петрович Потёмкин. Родился в 1640 году, служил с 1657/1658 года (как и отец, «по московскому списку»). До января 1662 года был стольником царицы Марии Ильиничны, затем пожалован в государевы стольники, но выше этого чина так и не поднялся. Сопровождал отца в четырёх европейских посольствах, в 1687 году участвовал в крымском походе В. В. Голицына, состоя при последнем «завоеводчиком» для поручений. В 1703 году вышел в отставку по дряхлости и болезни, в том же году скончался.
Внук Петра Ивановича Иван Степанович с 1680 года числился стольником: сначала царицы Агафьи Семёновны, далее царицы Прасковьи Фёдоровны, а затем царя Ивана Алексеевича до его смерти. В ноябре 1696 года был отправлен Петром I для обучения в Англию и Голландию, с 1702 года участвовал в Северной войне. В 1710 году назначен фискалом и далее служил в Санкт-Петербурге по гражданской части. Вышел в отставку в 1741 году в чине тайного советника; о его потомстве ничего не известно.

## Образ в литературе
Пётр Иванович Потёмкин — главный герой исторического романа Виктора Кокосова «Струги на Неве», посвящённого русско-шведской войне 1656—1658 годов.